# Ray Guy
College Football Hall of Fame 2004
Pro Football Hall of Fame 2014
(en) Statistiques sur pro-football-reference
William Ray Guy, dit Ray Guy, né le 22 décembre 1949 à Swainsboro (Géorgie) et mort le 3 novembre 2022 à Hattiesburg (Mississippi), est un joueur américain de football américain ayant évolué comme punter.

## Biographie
Ray Guy étudia à l'université du Sud du Mississippi et joua donc pour les Golden Eagles de Southern Miss.
Il est drafté en 1973 à la 23e position (premier tour) par les Raiders d'Oakland. Il remporta trois Super Bowl (XI, XV et XVIII). Il resta toute sa carrière dans la franchise, la suivant même lors de son départ à Los Angeles.
Il est sélectionné pour sept Pro Bowl (1973, 1974, 1975, 1976, 1977, 1978 et 1980) et sera neuf fois All-Pro (1973, 1974, 1975, 1976, 1977, 1978, 1979, 1980 et 1981).
Il fait partie de l'équipe NFL de la décennie 1970 et de l'équipe du 75e anniversaire de la NFL. En 2004, il fut intronisé au College Football Hall of Fame.
Il fut intronisé au Pro Football Hall of Fame le 1er février 2014, il est à ce jour le seul et unique punter à avoir cet honneur.